# Odontothelphusa toninae
Odontothelphusa toninae is een krabbensoort uit de familie van de Pseudothelphusidae. De wetenschappelijke naam van de soort is voor het eerst geldig gepubliceerd in 1991 door Alvarez & Villalobos.